# Czecho No Republic
Czecho No Republic（チェコ・ノー・リパブリック）は、日本のバンド。現在のメンバーは武井優心、山崎正太郎（ex.ロマンス）、砂川一黄、タカハシマイの4人。所属レーベルはmini muff records。

## 概要
2010年に元Veni Vidi Viciousの武井優心と山崎正太郎の2人を中心に結成された。もともとはバンドの活動休止によるスケジュールの穴を埋めるべく活動を続けた二人が後処理のために結成したもので、本人たちはいわば消化試合のつもりだった。
バンド名の“チェコ”は、語感の響きの良さ、志向する音楽の方向性などから命名。

## メンバー
武井 優心 （たけい まさみ、ボーカル・ベース）
Veni Vidi Viciousの元ベーシスト及びThe Mirrazの元サポートベーシスト。
ほとんどの楽曲の作詞作曲を手掛ける、バンドの中心的存在。
ルーツミュージックはThe Strokes。
音楽にはまったきっかけのアーティストはスピッツ。中学生の頃に音楽番組に出演していた彼らを見て「自分もバンドを組みたい」と思い、そこから色々な音楽を聴いていくうちにパンクに出会い、価値観が大きく変わった。甲本ヒロトと真島昌利が大好きで、彼らが好んで聴いていた音楽ジャンルや敬愛しているバンドの楽曲を聴くようになり、「パンク以外はかっこよくない」、「アコギ使うなんてダサイ」と思っていた時期もあった。
初めてオリジナル曲を書いたのは高校生の頃で、当時のバンド仲間がギターで適当にコードを弾き、武井がメロディをつけた。出来上がったものはラモーンズのようなポップパンク風の曲だった。それ以降は全く曲作りをしていなかったが、前バンドの頃からまた曲を作り始め、それを初めて人に聴かせたのはチェコが活動開始する時だった。
高校時代は赤髪がトレードマーク。また、3年間ラグビー部に所属していた。
2014年5月、ワンマンライブ『AXドリンクバイトをクビになった武井がついに演者として帰ってきた!最初で最後!武井のAX帰還ギグ!〜そして伝説へ〜』を開催 。
Veni Vidi Viciousのベーシスト時代はアフロヘアーだった。好物は納豆、ガリ、小籠包。
2014年4月から2015年3月24日までの『Czecho No Republicのオールナイトニッポン0』においてメンバーで唯一全ての回に出演。同番組で知り合ったR藤本と親交が深い。
2019年7月7日、同バンド内のタカハシマイと結婚したことを発表した。
山崎 正太郎（ex.ロマンス） （やまざき しょうたろう、ドラムス・コーラス）
Veni Vidi Viciousの元ドラムス。ルーツミュージックはDeerhoof。
THE YELLOW MONKEYの大ファンで、2015年10月の『フジソニック2015』では、吉井和哉のバックバンドを務めた。
ある日寝坊をし、バンドのスタジオ練習に行かなかったことがあった。その後、罰として、2014年5月のSHIBUYA-AXワンマンライブのステージ上で、自慢の長髪を切り落として丸坊主となった。これは当時、一部からの「Czecho No Republicはキラキラしている美男美女のバンド」という評価にメンバーが違和感を覚えていたことへのアンチテーゼの意味も含まれていたという。ちなみにバリカンの刃を入れたのはギターの砂川。
ケーキ屋で働いていたことがあり、メッセージプレートのデコレーションが出来る。ライブのウェルカムボードをキャンディにチョコペンで字を書いて作ったり、『COUNTDOWN JAPAN2012』出演時に、武井のバースデーをサプライズで祝った時のケーキにも同様にメッセージを描いて贈った（『CNRMAGAZINE Vol.2』,武井優心執筆CNRブログより）。
2016年1月7日、Ustream配信番組『Czecho No Republicのやっぱ葉巻でしょ』にて山崎正太郎→ロマンスに改名。以後、禁煙中に喫煙をすると改名していく。
砂川 一黄 （すながわ かずき、ギター・コーラス）
2012年8月よりサポートメンバーとして参加。2013年1月に正式加入。caroline rocksの元メンバー。The sisiというバンドのボーカル・ギターとしても活動。吉田アディムが脱退するタイミングでCzecho No Republicのマネージャーの飲み友達だった砂川に話が渡り、加入に至る。ルーツミュージックはTHE DRUMS。THEE MICHELLE GUN ELEPHANTの大ファンで、ギターのカッティングはアベフトシに影響を受けている。
Fender Japan Telecasterを愛器として使用。『JV Serial』と呼ばれる1984年製で、ボディはアルダー、指板はローズウッドという通常仕様。ブリッジはオクターヴチューニングが合うように、3連から6連へと変更してある。
バンドのムードメーカーで弄られ役。『Czecho No Republicのオールナイトニッポン0』においては、砂川先生、ハワイアンてつや、人気DJ、毒ガスくんなど多くのキャラクターになった。特に番組開始当初から砂川先生の呼び名が定着し、『Oh Yeah!!!!!!!』初回限定盤の特典として砂川先生ボイスキーホルダーが配布された。
空手の有段者であり、黒帯を所持している（『Czecho No Republicのオールナイトニッポン0』にて）。
タカハシ マイ （たかはし まい、コーラス・ボーカル・ギター・シンセサイザー・パーカッション）
2012年8月よりサポートメンバーとして参加。2013年1月に正式加入。
アーティストとしての活動の一方で、モデルとしての顔も持つ。チェコのライブにはタカハシのスタイルをオマージュした女性ファンの姿も見られる。ルーツミュージックはMum。
幼い頃から歌うのが大好きで、学校でも声楽の授業を楽しみにしていた。音楽にはまったきっかけのアーティストは小学6年生の頃に出会った椎名林檎。それまで全く聴いたことのない音楽だったために衝撃を受け、椎名が紹介していたレディオヘッドや浅井健一、ビョークなどを聴くようになった。また同時期にファッションにも興味を持つようになり、7歳年上の従姉妹が雑誌『Zipper』を参考に古着を着こなしている姿が格好良く見え、個性的な服に興味が湧いたという。しかし親がすごく厳しかったので、こっそり一人で原宿に買い物に行っていた。
曲作りを始めたのは高校生の頃。当時、THEE MICHELLE GUN ELEPHANTなどのガレージロックを好んで聴いていた。男子ばかりのメンバーとバンドも組んでいた。バンドではボーカルを務め、タカハシががなるように叫ぶ感じの楽曲を演奏していた。バンドは18歳のときに解散し、その後はしばらく1人で歌っていた。
18歳の頃から武井と親交がある。Czecho No Republic初のミニアルバム『erectionary』をタワーレコード限定でリリースした後、女性ボーカルを探していた武井に知人が紹介した。以後、インディーズ初シングル『Casually』から全作品、コーラスとして参加することになる。
当時、別の会社からソロシンガーとしてメジャー・デビューすることが内定していたが、自分がやりたい音楽ができない環境となるため思い悩み、武井や友人のBŌMIに相談した結果、ソロデビューの話を白紙に戻してチェコに加入することにした。

### 過去のメンバー
吉田 アディム （よしだ あでぃむ、ギター）
2010年4月加入。 2012年8月25日脱退。父親がタンザニア人で母親が日本人のハーフ。
脱退後もメンバーと交流は続いており、グッズ等のイラストを描くなど、裏方として活動。
八木 類 （やぎ るい、ギター・シンセサイザー・コーラス）
2011年2月加入。2018年4月9日脱退。
ルーツミュージックはof Montreal。

## 来歴
2010年
- 3月 - 元Veni Vidi Viciousのベース武井優心とドラムス山崎正太郎（ex.ロマンス）を中心に結成。同月31日下北沢にて初ライブ。
- 4月 - サポートギターで参加した吉田アディムが正式加入。
- 5月 - 武井と吉田アディムがThe Mirrazのサポートメンバーとしてツアーに参加。
- 11月 - インディーレーベル「Muffin Discs」から『erectionary』をタワーレコード限定リリース。
- 11月 - The Mirrazのオープニングアクトとしてツアーに参加。

2011年
- 2月 - サポートギターで参加していた八木類が正式加入。
- 6月 - 初の全国流通となる4曲入りシングル『Casually』をリリース。
- 10月 - 1stアルバム『Maminka』をリリース。全国7か所で「母なる大地ツアー」と題したリリースツアーを行う。
- 10月 - 25日放送日本テレビ『音龍門』Baby Dragon's Gateで『レインボー』が紹介される。

2012年
- 6月 - 2枚目のミニアルバム『DINOSAUR』リリース。全国8か所でリリースツアーを行う。
- 6月 - 「ダイナソー」がテレビ神奈川『Mutoma』6月度のOP/EDテーマに使われる。
- 7月 - 「ダイナソー」がテレビ東京系『モヤモヤさまぁ〜ず2』EDテーマに使われる。
- 8月 - 25日、吉田アディムが絵に専念するとして脱退。
- 9月 - サポートメンバーにタカハシマイ、砂川一黄を迎えた新体制で夏の音楽フェス RUSH BALL、BAYCAMPなどに出演。
- 11月 - 2ndシングル「アイボリー」リリース。全国7箇所でリリースツアー「森の妖精6万匹TOUR」を開催。
- 11月 - 「アイボリー」がテレビ東京 『音流〜ONRYU〜』 11月度EDーマに使われる。
- 11月 - 「アイボリー」がタワレコオンライン、11月7日付デイリーセールスランキングで6位。
- 12月 - COUNTDOWN JAPANに出演。

2013年
- 1月 - これまでサポートとして参加してきたタカハシマイ（Cho/Syn/Ag）、砂川一黄（Gt/Cho）が、1月1日より正式メンバーとして加入。
- 2-4月 - shibuya eggmanにて自身のイベント、3か月連続2マン企画「エンジョイ！春のチェコ祭り」を開催。
- 4月 - タカハシがテレビ東京『音流〜ONRYU〜』MCとしてレギュラー出演開始。
- 5月 - NOTTV の音楽トーク番組『LOVE & ROCK』に出演[7]。
- 6月 - 3枚目シングル「Festival」をDVD付でリリース。テレビ東京『プレミアMelodiX!』の6月度EDテーマに使われる。
- 7月 - 5人体制初ワンマンツアー「エンジョイ!夏の東名阪ワンマンツアー」開催。公演中にメジャー移籍を発表。
- 10月 - 日本コロムビアよりメジャー・デビュー。メジャー1stアルバム「NEVERLAND」がリリース。録曲「MUSIC」が、テレビ東京ドラマ『ノーコン・キッド 〜ぼくらのゲーム史〜』のEDテーマに使われる。
- 11月 - 翌14年2月まで3カ月にわたる「エンジョイ!冬のネバーランドリリースツアー」開催。
- 12月 - COUNTDOWN JAPANに出演。

2014年
- 1月 - アルバム「NEVERLAND」がCDショップ大賞にノミネートされる。
- 4月 - 1日から『オールナイトニッポン0(ZERO)』火曜日（深夜3時 - 5時）のレギュラーパーソナリティに決定。タイトルCzecho No Republicのオールナイトニッポン0(ZERO)。
- 7月 - メジャー2ndアルバム「MANTLE」が発売。インディーズ時代の楽曲の再録が主となった1stアルバムの「NEVERLAND」とは異なるオール新曲。更に何人かのプロデューサーを付けての前作とは異なるセルフプロデュースアルバムとなり、更にメンバーの意図に近い音楽が届けられる作品となった。オリコン初登場は17位。アルバム収録曲「Amazing Parade」がテレビ東京系『ゴッドタン』EDテーマになる。
- 8月 - 「MANTLE」を掲げ、全国ツアーを開始する。関東近郊3か所でGUEST（Kidori Kidori, go!go!banillas, The Flickers）を招き入れたライブを終えた後、9月中旬から札幌、仙台、新潟、広島、福岡、大阪、名古屋でワンマンライブが行われた。ツアーファイナルは10月10日金曜日@赤坂BLITZでのワンマンライブを行った。
- 8月 - 11月7日から9日まで幕張メッセで開催される日本最大級のスポーツ自転車フェスティバル・展示会「CYCLE MODE international 2014」テーマソングに「MANTLE」の収録曲から「Crazy Crazy Love」が採用される事がバンド公式Twitterより8月23日に発表された。
- 9月 - メジャー1stシングル「Oh Yeah!!!!!!!」が11月12日に発売されることを発表。同時に同曲がフジテレビ系アニメ『ドラゴンボール改』EDテーマに決定したことを発表。
- 11月 - メジャー1stシングル「Oh Yeah!!!!!!!」リリース。

2015年
- 1月 - Pocky×Czecho No RupublicコラボCMが1月1日からスペースシャワーTVと渋谷スクランブル交差点のグリコビジョンにて放映開始。
- 2月 - メジャー2ndシングル「For You」リリース。
- 9月 - メジャー3rdアルバム「Santa Fe」リリース。
- 10月 - 「Firework」がテレビ東京『SICKS〜みんながみんな、何かの病気〜』のEDソングに使われる。

2016年
- 5月 - メジャー3rdシングル「Forever Dreaming」リリース。
- 7月 - メジャー4thアルバム「DREAMS」リリース。

## ディスコグラフィー

### 配信限定シングル
| 発売日                          | タイトル                      |
| 日本コロムビア                  | 日本コロムビア                |
| ------------------------------- | ----------------------------- |
| 2013年10月5日                   | MUSIC（ノーコン・キッドver.） |
| 2014年10月5日                   | Oh Yeah!!!!!!!（TVサイズ）    |
| 2016年4月3日                    | Forever Dreaming（TVサイズ）  |
| 2018年8月1日                    | Baby Baby Baby Baby           |
| murffin discs/mini muff records |                               |
| 2019年7月12日                   | Forever Summer                |
| 2020年3月10日                   | 摩訶不思議                    |
| 2020年4月10日                   | Hello New World               |
| 2020年5月10日                   | Dong Dong                     |
| 2023年2月10日                   | emotional girl                |
| 2023年3月1日                    | STORY                         |
| 2023年3月24日                   | Journey                       |

## タイアップ一覧
| 使用年                      | 曲名                          | タイアップ                                                                                                   |
| --------------------------- | ----------------------------- | --- |
| Czecho No Republic          |                               | |
| 2012年                      | ダイナソー                    | テレビ神奈川『Mutoma』6月度オープニング/エンディングテーマ                                                   |
| 2012年                      | ダイナソー                    | テレビ東京系『モヤモヤさまぁ〜ず2』エンディングテーマ（2012年7月 - 9月）                                     |
| 2012年                      | アイボリー                    | テレビ東京『音流〜ONRYU〜』11月度エンディングテーマ                                                          |
| 2013年                      | Festival                      | テレビ東京『プレミアMelodiX!』6月度エンディングテーマ                                                        |
| 2013年                      | MUSIC（ノーコン・キッドver.） | テレビ東京系ドラマ『ノーコン・キッド 〜ぼくらのゲーム史〜』エンディングテーマ                                |
| 2013年                      | MUSIC                         | 関西テレビ放送『ミュージャック』11月度エンディングテーマ                                                     |
| 2014年                      | No Way                        | テレビ東京系『ゴッドタン』2014年7月度エンディングテーマ                                                      |
| 2014年                      | Amazing Parade                | テレビ東京系『ゴッドタン』2014年8月・9月度エンディングテーマ                                                 |
| 2014年                      | Oh Yeah!!!!!!!                | フジテレビ系アニメ『ドラゴンボール改』エンディングテーマ（第124話 - 第136話）                                |
| 2014年                      | Crazy Crazy Love              | 「CYCLE MODE international 2014」CMソング                                                                    |
| 2015年                      | For You                       | ポッキーチョコレート スペースシャワーTVバージョンCFソング                                                    |
| 2015年                      | Firework                      | テレビ東京系バラエティ番組『SICKS〜みんながみんな、何かの病気〜』主題歌                                      |
| 2015年                      | Fun, Fun, Fun, Fun, Fun       | テレビ東京『音流〜ONRYU〜』10月度エンディングテーマ                                                          |
| 2016年                      | Forever Dreaming              | フジテレビ系アニメ『ドラゴンボール超』エンディングテーマ（第37話 - 第49話）                                  |
| 2016年                      | Dream Beach Sunset            | 日本テレビ系『PON!』7月度エンディングテーマ                                                                  |
| 2016年                      | Shiny Girl                    | チバテレ『シャキット!』7月度エンディングテーマ                                                               |
| 2016年                      | Shiny Girl                    | ルックJTB【ナツタビナツビト】限定オンラインムービータイアップ曲                                              |
| 2016年                      | ゴッホとジョン                | ロぺピクニック×MERY「街ピクGIRLS」オープニングテーマ                                                         |
| 2016年                      | Electric Girl                 | ルミネ池袋「Autumn Night Cruising」テーマソング                                                              |
| 2018年                      | 好奇心                        | TBS系『王様のブランチ』2018年3月度エンディングテーマ                                                         |
| 2018年                      | テレパシー                    | テレビ東京系『おしゃべりオジサンと怒れる女』2018年3月度エンディングテーマ                                    |
| 2018年                      | 旅に出る準備                  | Amazon echo「キャンピング篇」CMソング                                                                        |
| 2018年                      | チキンレース                  | テレビ東京系『さまスポ』エンディングテーマ（4月 - 6月）                                                      |
| 2018年                      | Baby Baby Baby Baby           | ZIMA「ZIMA “もっとサマーを!"キャンペーン」WEB CMソング                                                       |
| 2018年                      | Baby Baby Baby Baby           | テレビ東京系『おしゃべりオジサンとヤバイ女』2018年9月度エンディングテーマ                                    |
| 2019年                      | Everything                    | TBS系『王様のブランチ』2019年4月度エンディングテーマ                                                         |
| 2019年                      | Forever Summer                | テレビ東京系『勇者ああああ〜ゲーム知識ゼロでもなんとなく見られるゲーム番組〜』エンディングテーマ（11月前半） |
| 2019年                      | Hi Ho                         | 石川テレビ『N-18 凸』11月度エンディングテーマ                                                                |
| 2019年                      | Hi Ho                         | テレビ東京系『勇者ああああ〜ゲーム知識ゼロでもなんとなく見られるゲーム番組〜』エンディングテーマ（11月後半） |
| 2020年                      | Wandering Days                | 日本テレビ系『バゲット』9月エンディングテーマ                                                                |
| Czecho No Republic × SKY-HI |                               | |
| 2017年                      | タイムトラベリング            | テレビ東京系『ゴッドタン』2017年9月・10月度エンディングテーマ                                                |

### ヘビーローテーション/パワープレイ

#### テレビ
| 放送年 | 曲名         | ヘビーローテーション/パワープレイ           |
| ------ | ------------ | ------------------------------------------- |
| 2013年 | ネバーランド | スペースシャワーTV 2013年10月度POWER PUSH!  |
| 2013年 | MUSIC        | 関西テレビ『音エモン』11月度MONTHLY PICK UP |
| 2018年 | テレパシー   | 日本テレビ系『バズリズム02』Pick UP         |

## 動画

### その他
| 公開日         | タイトル                                                                               |
| -------------- | -------------------------------------------------------------------------------------- |
| 2011年12月20日 | live:2011.12.07あべのROCK TOWN                                                         |
| 2012年6月1日   | 「DINOSAUR」 ダイジェスト                                                              |
| 2012年10月25日 | 「IVORY」 リリース直前企画① 全曲試聴CM 【Shalala】 -武井編-                            |
| 2012年10月26日 | 「IVORY」 リリース直前企画② 全曲試聴CM 【MIKA】 -正太郎編-                             |
| 2012年10月27日 | 「IVORY」 リリース直前企画③全曲試聴CM【Nowhere Boy】-八木編-                           |
| 2012年10月29日 | 「IVORY」リリース直前企画④全曲試聴CM【おまけ】編                                       |
| 2014年4月29日  | 5/21 SHIBUYA-AX公演スペシャル①                                                         |
| 2014年5月7日   | 5/21 SHIBUYA-AX公演スペシャル② 〜縄跳び編〜                                            |
| 2014年5月7日   | 5/21 SHIBUYA-AX公演スペシャル② 〜ドライブデート編〜                                    |
| 2014年5月19日  | 5/21 SHIBUYA-AX公演スペシャル③ 〜坊主回避企画〜                                        |
| 2014年5月19日  | 5/21 SHIBUYA-AX公演スペシャル④ 〜関係者の証言〜                                        |
| 2014年7月15日  | 『MANTLE』トレーラ映像                                                                 |
| 2015年1月20日  | 『For You』（CD＋DVDver.） 収録映像ダイジェスト                                        |
| 2015年2月1日   | 「For You」【Pockyもう1個もらえるキャンペーン】                                        |
| 2015年9月2日   | 『Santa Fe』トレーラー                                                                 |
| 2015年9月14日  | 【MV SELF REVIEW】Czecho No Republic「Oh Yeah!!!!!!!」                                 |
| 2015年9月15日  | 【MV SELF REVIEW】Czecho No Republic「Firework」                                       |
| 2016年3月29日  | 『NAKA TO SOTO』【Disc-1】                                                             |
| 2016年3月29日  | 『NAKA TO SOTO』【Disc-2】                                                             |
| 2016年4月28日  | 「Forever Dreaming」スペシャルトレイラー                                               |
| 2016年6月13日  | 芸能界No.1オセロ王！〜西野が負けたら即終了〜 02 vs. タカハシマイ（Czecho No Republic） |
| 2016年9月13日  | 「Dream Beach Sunset」 BOMBER-E LIVE                                                   |
| 2017年9月22日  | 「タイムトラベリング」ティーザー                                                       |
| 2018年3月9日   | 『旅に出る準備』全曲試聴トレーラー                                                     |
| 2019年3月26日  | 「Odyssey」Trailer                                                                     |

## 主なライブ

### ワンマンライブ・主催イベント
- 2012年 - 【森の妖精6万匹TOUR】
w/OverTheDogs/Sawagi/東京カランコロン/踊ってばかりの国
- 2013年 - ボーミーとチェーコーとディーゴーのチョコレート工場
w/BŌMI
- 2013年 - エンジョイ!春のチェコ祭り
w/cinema staff/Hermann H.&The Pacemakers/東京カランコロン
- 2013年 - エンジョイ!春のチェコ・カランコロン祭り－京都編－
- 2013年 - エンジョイ!夏の東名阪ワンマンツアー
- 2013年 - エンジョイ!秋の夜長のネバーランドリリースパーティー!〜仮装もあるよ〜
- 2013年 - 2014年 - エンジョイ!冬のネバーランドリリースツアー
w/THE NOVEMBERS
- 2014年 - AXドリンクバイトをクビになった武井がついに演者として帰ってきた!最初で最後!武井のAX帰還ギグ!〜そして伝説へ〜
- 2014年 - 「MANTLE TOUR」〜2014年宇宙の旅〜
w/Kidori Kidori/go!go!vanillas/The Flickers
- 2014年 - Czecho No Republicプレゼンツ 熱戦・烈戦・超激戦 天下一仮装会〜チェコに元気を分けてくれSPARKING2014〜
- 2015年 - Oh Yeah!!!!!!!TOUR
- 2015年07月12日 - 帰ってきたドリームシャワー 夏だ!野音だ!Czecho No Republicだ!初の日比谷野音ワンマン
- 2015年09月18日 - 10月17日 - 『Santa Fe』リリース記念 聖なる行進TOUR

## メディア出演

### テレビ
- 音流〜ONRYU〜（2013年4月 - 2022年4月、テレビ東京） - MC ※タカハシのみ出演